# Branilec (košarka)
Branilec (angleško: shooting guard) je eden od petih standardnih igralnih mest v košarki. Košarkar na mestu številka dve ali dvojka, kot se tudi označuje branilca, je strelec, v napadu zadolžen za mete na koš od daleč, v obrambi pa za pokrivanje najboljšega nasprotnikovega strelca, od njega se pričakuje hitrost, potrebno za prodore ali njihovo zaustavljanje, predvsem pa sposobnost zadevati mete od daleč, velikokrat tudi tako imenovane trojke, torej mete za tri točke, obenem pa lahko nekateri branilci po potrebi organizirajo igro v napadu, če imajo za to potrebne sposobnosti.

## Vloga branilca
Vloga branilca v svojem moštvu je v napadu prvenstveno strelska, torej metanje na koš iz oddaljenosti, največ od vseh izvaja mete za tri točke, poleg tega pa je pri nekaterih cenjena sposobnost hitrih prodorov pod koš, predvsem v hitrih protinapadih po ukradeni žogi v obrambi. V obrambi so po navadi zadolženi za spremljanje nasprotnikovih najučinkovitejših strelcev; številni branilci so znani po velikem številu ukradenih žog ob agresivni obrambi nad nasprotnikom. Branilca se v tekmi velikokrat menja na mestu  organizatorja, da bi razbremenili pravega vodja napada ali pa za spremembo taktike v košarkarski igri. 

Branilec velja za hitrega in prodornega igralca, ki po navadi ne presega telesne višine prek dveh metrov, večina jih meri nekje med 190 do 200 cm. Seveda pa se igralcev ne postavlja na pozicije zgolj na podlagi njihove višine. Obstajajo tudi izjeme, saj so višji igralci lahko primerni tako za igro na mestu branilca kot tudi krila. Trenerji uporabljajo tudi postave z uporabo več branilcev v igri naenkrat, da se ekipa oziroma njena igra pohitri.